# Her Wedding Night
Pour plus de détails, voir Fiche technique et Distribution.
Her Wedding Night est un film américain réalisé par Frank Tuttle, sorti en 1930.

## Fiche technique
- Titre original : Her Wedding Night
- Réalisation : Frank Tuttle
- Scénario : Henry Myers d'après la pièce Little Miss Bluebeard d'Avery Hopwood
- Costumes : Travis Banton (non crédité)
- Photographie : Harry Fischbeck
- Montage : Doris Drought
- Musique : Herman Hand et Stephan Pasternacki (non crédités)
- Producteur : E. Lloyd Sheldon producteur associé
- Société de distribution et de distribution : Paramount Pictures
- Pays d’origine :  États-Unis
- Langue originale : anglais
- Format : noir et blanc — 35 mm — 1,20:1 — son : Mono  (MovieTone)
- Genre : Comédie romantique
- Durée : 75 minutes
- Date de sortie :
  - États-Unis : 15 janvier 1933

## Distribution
- Clara Bow : Norma Martin
- Ralph Forbes : Larry Charters
- Charles Ruggles : Bertie Bird
- Richard 'Skeets' Gallagher : Bob Talmadge
- Geneva Mitchell : Gloria Marshall
- Rosita Moreno : Lulu
- Natalie Kingston : Eva
- Wilson Benge : Smithers
- Lillian Elliott : Mme Marshall
- Raoul Paoli : Le maire